# رينيه هوبير (فيلسوف)
رينيه هوبير (بالفرنسية: René Hubert)‏ هو فيلسوف فرنسي، ولد في 22 يوليو 1885، وتوفي في 13 أكتوبر 1954.